# Anna Lampérière
Anna Lampérière (née Marie Anna Yon le 19 novembre 1854 à Lisieux (département du Calvados) et morte le 1er mai 1924 dans la même ville) est une pédagogue et essayiste française, connue pour ses prises de position originales sur la condition féminine.
Elle s'oppose aux féministes qui revendiquent une égalité totale entre les femmes et les hommes mais aussi aux conservateurs qui soutiennent l'idée d'une minorité naturelle des femmes. Pour elle la femme doit avoir un rôle social important à côté des hommes et non en concurrence avec eux sans rechercher l’égalité des droits civils qu'elle juge illusoire. Elle milite en particulier pour un enseignement féminin long mais différencié de celui des garçons qui  ferait de meilleures épouses et de meilleures mères aptes à une vie sociale riche, la place des femmes devant rester fondamentalement dans le cadre familial et non dans la production, domaine où les hommes seront toujours supérieurs aux femmes surexploitées. Les femmes isolées, célibataires ou veuves, armées  par la formation longue et sérieuse généralisée des filles, seront aptes à tenir des fonctions sociales (éducation, santé...) qui assureront leur revenu.
Anna Lampérière joue un rôle important, y compris à travers des missions officielles, dans la réflexion sur l'évolution du système scolaire qui préoccupe au plus haut point les partis républicains à la fin du XIXe siècle et au début du XXe. Son progressisme relatif rencontre un écho certain chez ses contemporains et constitue une étape dans l'évolution de la condition féminine en France.

## Biographie
Marie Anna Yon naît le 19 novembre 1854 à Lisieux en Normandie dans un milieu plutôt modeste : son père est artisan tapissier et sa mère, née Lampérière, est femme au foyer. Ayant comme objectif l'enseignement elle s'installe à Paris pour préparer le brevet élémentaire qu'elle obtient en 1872. Elle occupe ensuite pendant quelques années des postes de remplacement dans des écoles parisiennes en poursuivant ses études jusqu'à obtenir en 1877 le brevet supérieur .
Parallèlement, elle publie en 1879 à vingt-quatre ans, sous son nom de jeune fille, son premier manuel scolaire, un livre de grammaire à destination des écoles publiques : Guide pratique pour un cours de langue française, Degré élémentaire par Mlle A.-M. Yon.  En 1880 elle devient directrice d’une «salle d’asile parisienne »  qui accueille les enfants de deux à sept ans issus de familles pauvres : ils y apprennent à chanter, tricoter, mais aussi à lire l'alphabet et à calligraphier. Favorable aux conceptions froebéliennes concernant la petite enfance qui valorisent la stimulation par le jeu et l’activité physique en manipulant à son rythme du matériel ludique adapté (formes géométriques, blocs de construction...), elle approfondit sa formation pédagogique et obtient le Certificat d'aptitude à l'inspection des écoles maternelles.
En mai 1881 Anna Marie Yon épouse Lucien Delabrousse, un journaliste alsacien qui poursuit une carrière politique à Paris (il est conseiller municipal et conseiller général) et suspend quelque temps son activité professionnelle. Un peu plus tard, en 1882, Anna Delabrousse (son nom de femme mariée) prend la direction du « Cours normal de directrices d’écoles maternelles » à Paris et commence à se faire connaître. Les dissensions à l'intérieur du couple conduisent au divorce en 1890 : Anna reste seule avec deux enfants en bas âge. Sans poste à la fermeture du Cours normal en 1889, elle vit avec une petite pension et publie quelques articles dans les journaux. Elle rencontre Léon Bourgeois, le Ministre de l’Instruction publique et adhère totalement au solidarisme théorisé par le ministre et diffuse ses idées en s'attachant particulièrement au domaine de l'éducation. Elle utilise alors le nom de sa mère et signe ses textes Anna Lampérière.
Elle devient la secrétaire du vieux sénateur Victor Schoelcher et rédige un long article témoignage à sa mort le 5 janvier 1894. Bien introduite dans les milieux éducatifs, elle est chargée de mission ministérielle aux États-Unis, à Chicago, lors de l'International Congress of Education en 1893.
Très active dans cette période, elle fonde en 1898 la Société des études féminines et organise le Congrès international de l’éducation sociale pour l’Exposition universelle de 1900 en même temps qu'elle donne des conférences et des articles dans les grands journaux comme Le Temps ou Le Figaro. Elle publie alors son premier essai  Le Rôle social de la femme, devoirs, droits, éducation en 1898.
Multipliant les initiatives dans les organisations éducatives, elle est chargée de mission par le ministère de l'Instruction publique en 1903 et produit un rapport sur la création d’un enseignement supérieur féminin qu'elle souhaite spécifique. Elle publie en 1909 un deuxième essai La femme et son pouvoir en 1909 dont il est rendu compte dans de nombreux journaux.
Active presque jusqu'au bout, Anna Lampérière meurt dans sa 70e année à l'Hospice de Lisieux le 1er mai 1924 mais elle est toujours domiciliée à Paris. Dans les jours suivants sa disparition est annoncée dans les journaux, en particulier Le Temps  - le 3 mai (Numéro 22912) qui salue son ancienne collabratrice et Le Figaro dans un long hommage qui retrace sa carrière le 16 mai. On y trouve les phrases élogieuses suivantes : « C'était une vraie Française, infiniment séduisante et distinguée, d'une élégance parfaite ce qui n'est pas incompatible avec une grande valeur morale... (Elle s'engagea dans)  un important travail d'éducation sociale qui devait continuer jusqu'à la mort récente de cette femme d'élite. Anna Lampérière s'était aussi fait une place enviable dans la littérature et le journalisme. Elle collabora surtout au Figaro et au Temps. Les excès du féminisme lui inspirèrent des études sur la question qui firent alors un certain bruit. »

## Idées
D'abord institutrice, Anna Lampérière a toujours été préoccupée par les problèmes de l'éducation Elle s'affirme favorable à un enseignement pré-scolaire qui doit inciter l'enfant à des démarches de découverte actives et concrètes dans l'esprit froebelien avant de réfléchir plus précisément à la place des femmes dans la société et à une transformation de l'enseignement féminin.
A travers ses articles et ses essais, elle s'oppose aux féministes puisqu'elle estime que la place « normale » (c'est son terme) de la femme est au foyer et non en concurrence avec les hommes : elle écrit : « La famille a été la première société, et constitue encore, à l’heure qu’il est, l’élément social indispensable ». Cependant, en opposition avec les traditionalistes qui allèguent une infériorité naturelle de la femme, elle défend l'égalité intellectuelle entre les hommes et les femmes et considère que l'infériorité féminine est sociale et non naturelle. Elle prône une adaptation du travail intellectuel en fonction du sexe : les femmes doivent s'orienter vers les fonctions d'organisation alors que les hommes seraient attachés à la  «production ». Pour Anna Lampérière « les femmes sont, en principe, responsables de trois domaines qui s’entrecoupent : la maternité, l’économie et l’esthétique ».
Elle défend une éducation des femmes qui doit mettre en valeur la raison en s'orientant vers la connaissance des êtres et des rapports sociaux pour sortir des habitudes et d'une sentimentalité excessive qui pèsent sur la condition féminine de l'époque. Ces formations spécifiques doivent faire des femmes de meilleures épouses plus à même d'échanger avec leur mari, de meilleures mères par leurs connaissances dans les domaines de la psychologie et de l'hygiène et de meilleures maîtresses de maison par leur qualité d'organisation et de gestion. Les femmes sans mari qui par choix ou par nécessité (veuvage) seraient obligées de gagner leur vie pourraient devenir des « mères suppléantes », chargées du rôle social de  l'aide aux familles et de l'enseignement et de la promotion artistique. Les capacités féminines valorisées armeraient les femmes pour leur permettre de jouer un rôle « solidariste » important dans l'organisation économique des foyers et au-delà dans différentes structures de la société.
Cette affirmation d'un rôle social spécifique des femmes s'inscrit dans un progrès social général de la société de la fin du XIXe siècle : partisane d'une éducation secondaire et supérieure genrée qui sépare l'enseignement des garçons et celui des filles, elle pense œuvrer à une société apaisée qui résoudrait les  frustrations féministes.
L'époque marquée par l'affirmation féministe met la condition féminine au cœur des débats et les idées d'Anna Lampérière y tiennent une place originale et importante. L'émancipation progressive des individus qui sous-tend ses prises de position est favorablement accueillie par les femmes enseignantes engagées et par les républicains hommes comme Léon Bourgeois ainsi que par une partie de l'opinion catholique comme dans l'article de La Croix qui salue « la première ou une des premières manifestations raisonnables et d'une sage modération des revendications féminines »dans son supplément du 16 mars 1897. Autres exemples :  L'Agent d'assurances du 30 mars 1897 qui parle d'une « féministe modérée et sensée » ou la Revue du monde catholique.
Mais son conservatisme concernant des hiérarchies de genre traditionnelles vaut à Anna Lampérière de fortes oppositions comme celle des Temps nouveaux dans son compte-rendu de l'essai de 1898 Le rôle social de la femme : « Du reste le livre de Mme.Lampérière n'est qu'un ramassis de vieilles idées réactionnaires qu'elle essaie de rafistoler pour les rendre neuves sous une phraséologie libérale ». Le courant féministe l'attaque durement, parlant de « Masculinisme déguisé, douceâtre, insidieux, tartiné de sollicitude équivoque, barbouillé de demi-science » dans un article dans La Fronde du 16 juillet 1900 signé Louise Debor.
Rejetant la revendication de l’égalité des droits et de l’indépendance économique des femmes les conceptions progressistes mais modérées d'Anna Lampérière apparaissent aujourd'hui très datées mais elles témoignent des débats d'une époque.

## Essais
- 1898 : Le Rôle social de la femme, devoirs, droits, éducation
- 1909 : La femme et son pouvoir